# British Mycological Society
La British Mycological Society è un'associazione britannica istituita nel 1896 per promuovere lo studio dei funghi.

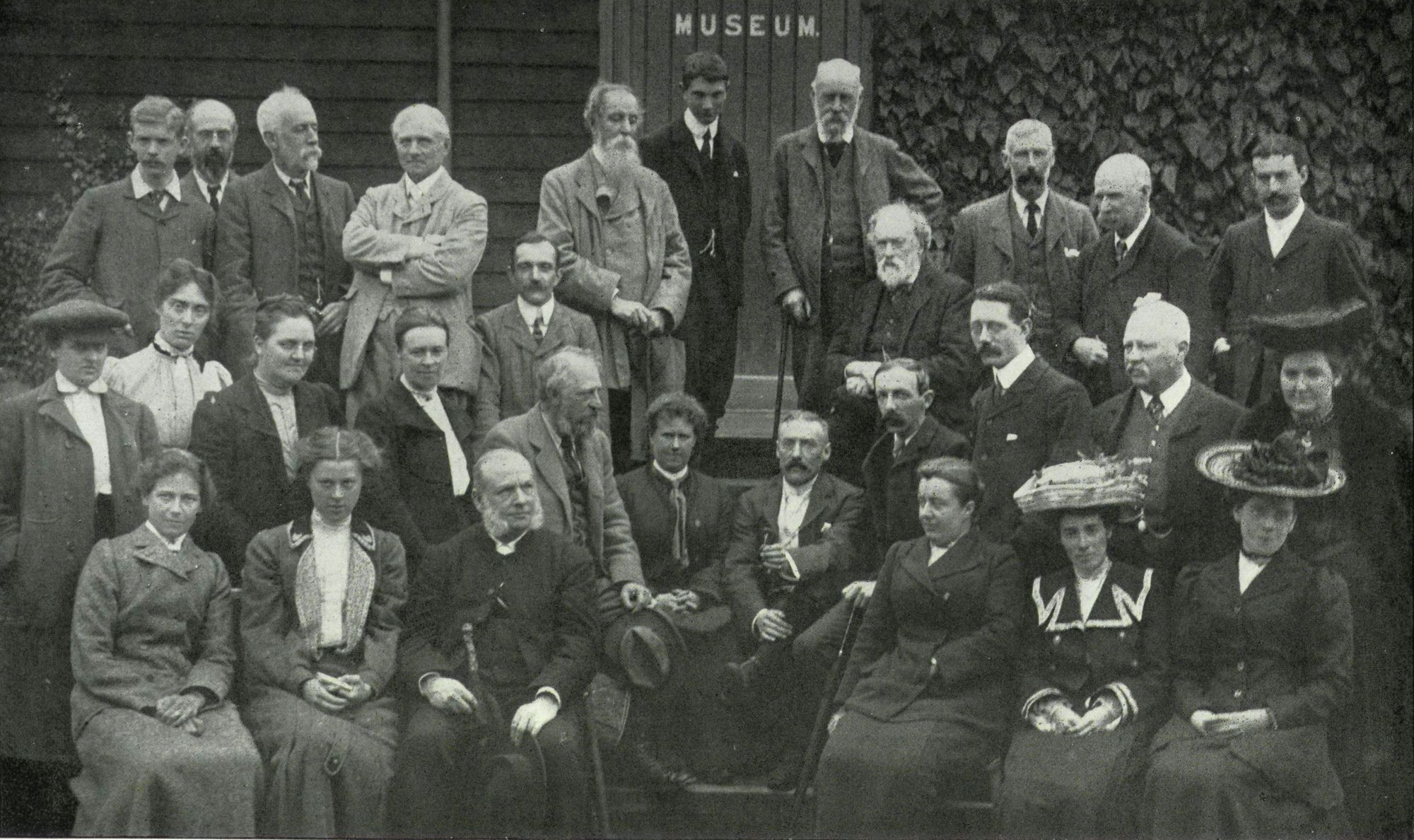
Membri della British Mycological Society, 1905

## Storia
La Società nacque dalla fusione di due associazioni locali, il Woolhope Naturalists' Field Club di Hereford e la Yorkshire Naturalists Union.
Nel 1867 il curatore del club di Hereford, Dr. HG Bull, convinse i membri a intraprendere lo studio particolare dei funghi. Mentre gli sforzi micologici del club si ridussero leggermente dopo la morte del dottor Bull, l'Unione dello Yorkshire prese l'iniziativa e fondò la sua commissione micologica nel 1892. Questo comitato attrasse molti micologi eminenti tra cui Mordecai Cubitt Cooke (1825-1914), Carleton Rea (1861-1946), George Edward Massee (1850-1917), Charles Bagge Plowright (1849-1910) ed altri.
La necessità di avere una organizzazione nazionale e una rivista su cui pubblicare le loro osservazioni portarono Mordecai Cubitt Cooke, Carleton Rea, George Edward Massee, Charles Crossland (1844-1916) e altri micologi a fondare la Società nel 1896. I primi eletti furono Massee come presidente, Crossland come tesoriere, e Rea come segretario. La scelta di Massee alla presidenza era basata sulla sua fama internazionale (aveva più di 250 pubblicazioni micologiche) e il suo ruolo di micologo presso il Royal Botanical Gardens di Kew (dove aveva sostituito Cooke come micologo nel 1893). Nel 1897, Rea assunse la funzione di tesoriere, rimase segretario fino al 1918 e fu redattore fino al 1930.

### Membri onorari
Prima della seconda guerra mondiale, furono membri onorari della Società:
- 1905 - Émile Boudier (1828-1920)
- 1916 - Pier Andrea Saccardo (1845-1920)
- 1920 - Carleton Rea (1861-1946)
- 1920 - Narcisse Théophile Patouillard (1854-1926)
- 1924 - Gulielma Lister (1860–1949)[1]

## Pubblicazioni
A partire dal 1896 la Società ha iniziato a pubblicare le Transactions of the British Mycological Society.
Nel 1989 le Transactions sono state rinominate Mycological Research ("Ricerca Micologica") che a sua volta è stata ribattezzata Fungal Biology ("Biologia Fungina") nel 2010.
Nel 1967 la società ha iniziato a pubblicare il Bulletin of the British Mycological Society ("Bollettino della Società Britannica Micologica").
Nel 1987 il Bollettino è stato rinominato The Mycologist ("Il Micologo") che a sua volta è stata ribattezzata Fungal Biology Reviews ("Recensioni di Biologia fungina") nel 2007.
Nel 2000, la Società ha iniziato a pubblicare la rivista trimestrale Field Mycology ("Micologia sul campo") per lo studio e l'identificazione di funghi selvatici. Periodicamente, la Società pubblica simposi nella British Mycological Society symposium series su un tema particolare. Il primo Genetics and physiology of Aspergillus ("Genetica e fisiologia di Aspergillus") a cura di John E. Smith e John A. Pateman, è stato pubblicato nel 1977. Ci sono stati 24 simposi pubblicata a partire dal 2006.
La Società pubblica anche molti altri articoli, da stampe d'arte a guide tascabili illustrate di identificazione, così come una serie di risorse per gli insegnanti.

## Attività
Oltre agli incontri e alle pubblicazioni, la Società è impegnata nell'insegnamento della micologia. Organizza regolarmente escursioni sul campo, sia nel Regno Unito che all'estero, spesso in associazione formale con la società micologica nel paese ospitante, come ad esempio,  la serie di escursioni sul campo in Francia del 1952, di concerto con la Société mycologique de France.
Nel 1971 sotto la guida dell'allora presidente Terence Ingold, la Società ha organizzato e ospitato il primo congresso internazionale di micologi a Exeter in cui erano rappresentate otto società micologiche.

## Presidenti della Società 1896-1935
| - 1896-1898 : George Edward Massee (1850-1917) - 1899 : Charles Bagge Plowright (1849-1910) - 1900-1901 : Harry Marshall Ward (1854-1906) - 1902 : James William Helenus Trail (1851-1919) - 1903 : W. L. W. Eyre - 1904 : Worthington G. Smith (1866-1928). - 1905 : Sir Rowland Henry Biffen - 1906 : Arthur Lister (1830-1908). - 1907 : Annie Lorrain Smith (1854-1937). - 1908 : Carleton Rea (1861-1946). - 1909 : Michael Cressé Potter (1859-1948). - 1910 : Harold Wager (1876-1951). - 1911 : Ernest Stanley Salmon (1871-1959). - 1912 : Guilielma Lister (1860-1949). - 1913 : Arthur Disbrowe Cotton (1879-1962). - 1914 : Arthur Henry Reginald Buller (1879-1944). - 1915 : E.A. Rea. - 1916 : Ernest William Swanton (1870-1958). - 1917 : Annie Lorrain Smith (1854-1937). | - 1918 : D. Paul. - 1919 : Harold Wager (1876-1951). - 1920 : Thomas Petch (1870-1948). - 1921 : Carleton Rea (1861-1946). - 1922 : Frederick Thomas Brooks (1882-1952). - 1923 : Otto Vernon Darbishire (1870-1934). - 1924 : John Ramsbottom (1885-1974). - 1925 : W.N. Cheeseman. - 1926 : George Herbert Pethybridge (1871-1948). - 1927 : Edwin John Butler (1874-1943). - 1928 : Helen Gwynne-Vaughan - 1929 : Elsie Maud Wakefield (1886-1972). - 1930 : Sir Rowland Henry Biffen - 1931 : A.A. Pearson (1874-1954). - 1932 : Guilielma Lister (1860-1949). - 1933 : W. Brown. - 1934 : B. Barnes. - 1935 : Malcolm Wilson (1882-1960). |